# Wrangler Brutes
The Wrangler Brutes was een Amerikaanse hardcorepunkband, opgericht in 2003 in Los Angeles, Californië.

## Bezetting
- Sam McPheeters[3] (zang)
- Andy Coronado[4] (gitaar)
- Cundo Bermudez[5] (basgitaar)
- Brooks Headley[6] (drums)

## Geschiedenis
Wrangler Brutes werden gevormd rond zanger Sam McPheeters (ex-Born Against, Men's Recovery Project), drummer Brooks Headley (ex-Born Against, Universal Order of Armageddon, (Young) Pioneers), gitarist Andy Coronado (van Skull Kontrol, Monorchid, Nazti Skinz, Glass Candy) en bassist Cundo Bermudez (van Nazti Skinz en Fast Forward). De band verkocht in negen maanden meer dan 1.000 exemplaren van hun in eigen beheer uitgebrachte, titelloze cassette. Deze publicatie werd gevolgd door een 7" record en de volledige lp Zulu, opgenomen in mei 2004 met Steve Albini. Het album kenmerkte Chris Thomson (bekend van Monorchid en Circus Lupus), evenals Keith Morris van Circle Jerks op zang. De band nam hun permanente show op 8 oktober 2004 op in Monkey Mania in Denver (Colorado) met de Permanent Record Studios. Het concept was om een bootlegged liveversie van hun album Zulu uit te brengen, maar door de splitsing van de band werd de live cd nooit uitgebracht. In december 2004, aan het einde van een lange Japanse tournee, stapte McPheeters uit en werd vervangen voor de laatste Amerikaanse show van de band door Dean Spunt van de bands Wives en No Age.
De band stond bekend om enigszins confronterende, hectische live-optredens, die door hun grootste fans werden aangekondigd als een terugkeer naar de kunstzinnige maar vermakelijke brutaliteit van de vroege hardcorepunk uit Los Angeles. Het gevoel voor humor van McPheeters domineerde hun aanwezigheid als live act, zijn geklets, afwisselend bijtend en cryptisch, was een belangrijk aspect van deze shows. Tijdens hun eerste tournee eindigde hun optreden met de bekende geschiedenisfanaat McPheeters, die een pruik droeg en een dramatische monoloog reciteerde uit de slotscène van act 1 van Shakespeare's Henry V. McPheeters schreef ook een over-the-top ontslag van Zulu voor de OC Weekly onder de naam Walter Burgerns, een anagram van de naam van de band.

## Discografie
- 2003: 1 sided 7" (WBR)
- 2003: 16-song cassette (WBR)
- 2004: Zulu (lp/cd, WBR/Kill Rock Stars)
- 2004: Zulu 'Bootleg' CD - Live from Monkey Mania - Denver (niet uitgebracht)
- 2005: 16 Song Cassette Revisited (lp, X-Mist)
- 2005: 16 Song Cassette Revisited, Again 8"x 2 (Clarence Thomas)